# Distrito de Rangitikei
El distrito de Rangitikei es una Autoridad Territorial que se encuentra principalmente en la región de Manawatu-Wanganui en la isla Norte de Nueva Zelanda, aunque una pequeña parte, la ciudad de Ngamatea (13,63 % de la superficie terrestre), de ésta se encuentra en la región de la Hawke`s Bay. Se encuentra en el suroeste de la isla, y sigue la cuenca hidrográfica del río Rangitikei.

## Historia

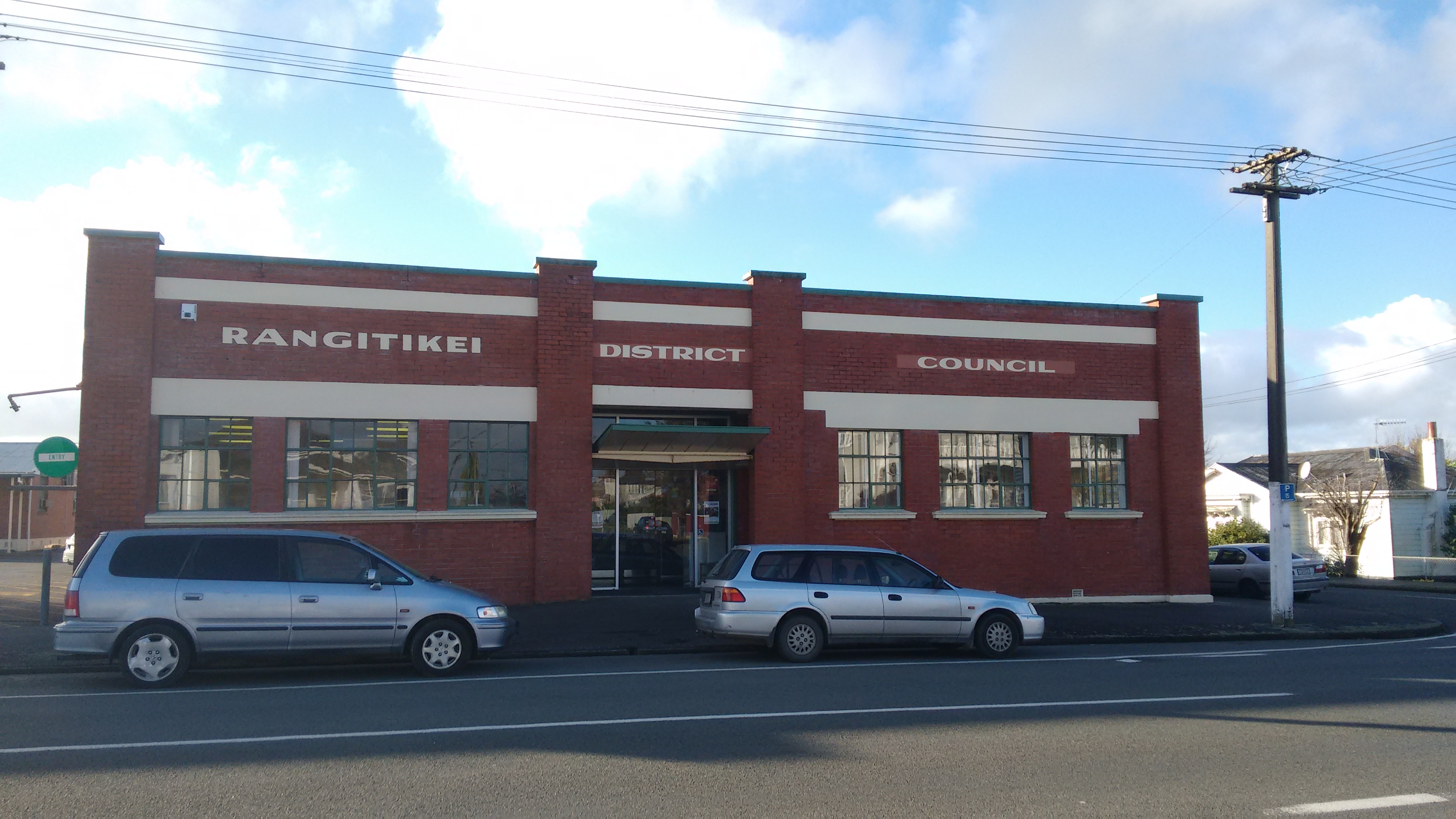
Edificio del Consejo del Distrito de Rangitikei (Rangitikei District Council) ubicado en la capital Marton.

Durante la década de 1840 varios colonos hicieron acuerdos con los propietarios maoríes por sus tierras. En 1868 comenzaron la construcción de carreteras, pudiendo así acceder desde la ciudad de Marton a Wellington. El primer ferrocarril se inauguró en 1878 a partir de Marton, Turakina, siguiendo, Halcombre y Foxton a Wanganui el siguiente año. En 1884, la carretera de Napier había alcanzado Moawhango.
El ferrocarril jugó un papel importante en la desarrollo temprano del municipio de Taihape. La estación de ferrocarril se terminó en 1904, y en 1909 ya había 23 estaciones de ferrocarril.
El río Whangaehu corre a través del extremo norte del distrito. Sus partes más altas fueron el escenario del desastre de Tangiwai en 1953, el peor desastre ferroviario de Nueva Zelanda, en el que 151 personas perdieron la vida.

## Localización
Ubicado al norte de Wellington, el distrito se extiende desde South Taranaki Bight hacia la Meseta Volcánica de la Isla Norte, formando un bloque en forma de trapecio, que incluye las ciudades de Taihape, Bulls, Marton, Hunterville y Mangaweka. El distrito tiene una superficie de 4.538 kilómetros ².

## Demografía
| Año  | Número de habitantes | Número de habitantes | Número de habitantes | Número de habitantes | Número de habitantes | Porcentaje de habitantes | Porcentaje de habitantes | Porcentaje de habitantes | Porcentaje de habitantes | Media de Edad |
| Año  | 0-14                 | 15-39                | 40-69                | 65+                  | Total                | 0-14                     | 15-39                    | 40-69                    | 65+                      | Media de Edad |
| ---- | -------------------- | -------------------- | -------------------- | -------------------- | -------------------- | ------------------------ | ------------------------ | ------------------------ | ------------------------ | ------------- |
| 2006 | 3.400                | 4.450                | 5.100                | 2.200                | 15.150               | 22,4                     | 29,5                     | 33,7                     | 14,4                     | 38,6          |
| 2011 | 3.100                | 4.250                | 5.050                | 2.450                | 14.800               | 20,8                     | 28,6                     | 34,0                     | 16,7                     | 40,5          |
| 2012 | 3.000                | 4.100                | 4.950                | 2.550                | 14.600               | 20,6                     | 28,1                     | 33,9                     | 17,5                     | 41,1          |

## Escuelas

### Primaria
| School Name                         | Location |
| ----------------------------------- | -------- |
| Huntley Preparatory School for Boys | Marton   |

### Secundaria
| School Name                          | Location |
| ------------------------------------ | -------- |
| Rangitikei College                   | Marton   |
| Nga Tawa School                      | Marton   |
| Turakina Maori Girls' College (TMGC) | Marton   |
| Taihape Area School                  | Taihape  |